# Istor-o-Nal
L'Istor-o-Nal est une montagne du Pakistan culminant à 7 403 mètres d'altitude. Il est situé dans la chaîne de l'Hindou Kouch dont il constitue le troisième plus haut sommet après le Tirich Mir (7 708 m), situé à une quinzaine de kilomètres, et le Nowshak (7 492 m), à une dizaine de kilomètres.
La première ascension de l'Istor-o-Nal est effectuée en juin 1955 par les Américains Joseph E. Murphy, Jr. et Thomas A. Mutch et par le major pakistanais Ken Bankwala.

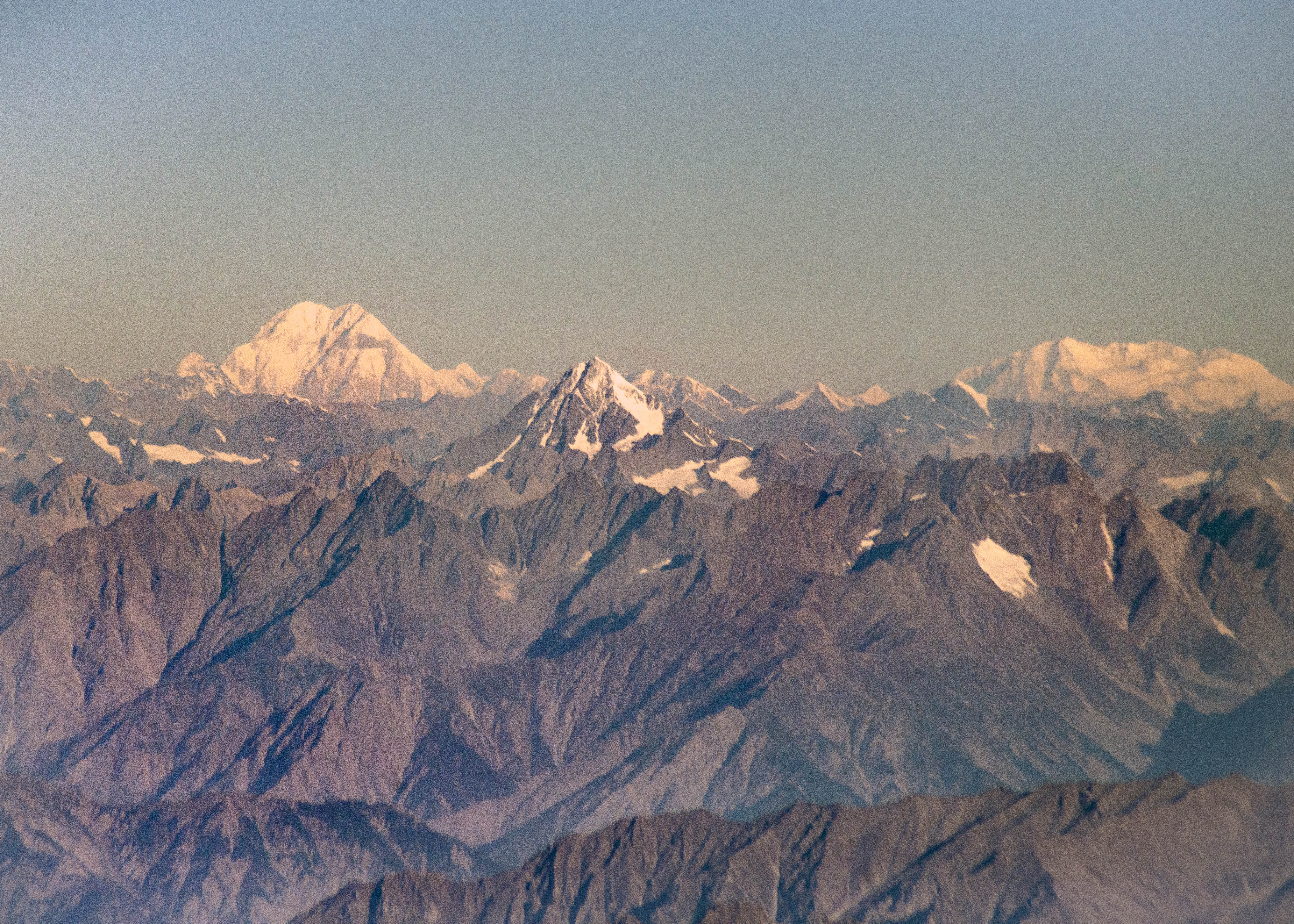
Vue aérienne de l'Istor-o-Nal (au fond à droite) et du Tirich Mir (au fond à gauche). Au centre, le Falak Sar (5918 m).